# Lijst van spelers van Feyenoord Fetteh
Lijst van spelers die minimaal één officiële wedstrijd hebben gespeeld in het eerste elftal van Feyenoord Fetteh.

## A
| - Clifford Aboagye - Sulemana Abuba - Sulemana Abubakar - Mohammed Abubakari - Ibrahim Adamu - David Addy - Dominic Adiyiah - Harrison Afful | - Ernest Agyepong - Michael Akuffo - Kojo Alhassan - Manan Alhassan - Hakeem Amadu - Joseph Amoah - Samuel Anefi - Felix Annan | - Ernest Asante - Samuel Asante - Solomon Asante - Nana Asare - Christian Atsu - Mohamed Awal |

## B
| - Patrick Baah - Charles Batanga | - Kakra Boakye-Mensah - Panin Boakye-Mensah | - Daniel Boateng |

## D
| - Sherif Danladi - Takiyu Deen | - Souleymane Diakité - Emmanuel Dogbe |

## E
| - Emmanuel Essigba |

## F
| - Yaw Frimpong |

## G
| - Abdouraziz Guire - Prince Gyimah |

## I
| - Isaac Iddai - Abdul-Ganiyu Iddi | - Abdul-Yakuni Iddi - Richard Iwum |

## J
| - Theophilus Jackson |

## K
| - Daouda Konaté |

## L
| - Richmond Lamptey |

## M
| - Aboubakar Mahadi - Ocansey Mandela - Basit Masawudu - Philemon McCarthy | - Bernard Mensah - Brefo Mensah - Francis Mensah - Ibrahim Mensah | - Joe Mensah - Yannick Mouen - Ali Mohammed - Sibaway Mohammed |

## N
| - Idrissu Nafiu - Lassané Nikiema |

## O
| - George Ofusu - Abubakar Oko - Jordan Opoku - Eric Osabuteu | - Kweku Osei - Louckmane Ouédraogo - Daniël Osabutey - Edmund Owusu-Ansah | - Frank Owusu-Ansah - George Owusu |

## P
- Nii Plange

## R
- Obeng Regan

## S
| - Abu Seidu - Zakaria Seidu | - Mark Sekyere - Alexander Sowatei |

## T
| - Mohammed Takiyudin - Alexander Tei - David Terkpertey | - Samuel Tetteh - William Tiero - Sidiki Traoré |

## Y
| - Ebenezer Yemott |

## W
| - Gideon Waja |